# GVV Be Quick in het seizoen 1958/59
Het seizoen 1958/1959 was het vijfde jaar in het bestaan van de Groninger betaaldvoetbalclub Be Quick. De club kwam uit in de Tweede divisie B en eindigde daarin op de vijfde plaats. Tevens deed de club mee aan het toernooi om de KNVB beker, hierin werd de club in de tweede ronde uitgeschakeld door Leeuwarden (2–4).

## Wedstrijdstatistieken

### Tweede divisie B
|       | Enschedese Boys | Go Ahead | Heerenveen | N.E.C. | Oldenzaal | Oosterparkers | PEC   | Rheden | Tubantia | Veendam | Velocitas | Zwartemeer | Zwolsche Boys |
| ----- | --------------- | -------- | ---------- | ------ | --------- | ------------- | ----- | ------ | -------- | ------- | --------- | ---------- | ------------- |
| Thuis | 4 – 1           | 0 – 2    | 4 – 2      | 0 – 5  | 6 – 1     | 3 – 1         | 1 – 0 | 2 – 2  | 2 – 2    | 1 – 2   | 2 – 0     | 5 – 0      | 2 – 2         |
| Uit   | 1 – 1           | 2 – 0    | 1 – 3      | 3 – 1  | 2 – 4     | 3 – 2         | 1 – 5 | 2 – 2  | 0 – 2    | 1 – 0   | 5 – 5     | 3 – 2      | 0 – 0         |

### KNVB beker
| 1e ronde                                                |                                                 | Vrijgeloot    |                             |
|                                                         |                                                 |               |                             |
| 2e ronde                                                | Leeuwarden                                      | 4 – 2 (1 – 0) | Be Quick                    |
| 30 april 1959 Plaats: Leeuwarden Gemeentelijk Sportpark | Jaap van Oosten 10', –' Karel van Dijk 80', 83' |               | 53' Fré Mensinga Ap Hansems |

## Statistieken Be Quick 1958/1959

### Eindstand Be Quick in de Nederlandse Tweede divisie B 1958 / 1959
| Stand | Gespeeld | Gewonnen | Gelijk | Verloren | Punten | Doelpunten voor | Doelpunten tegen |
| ----- | -------- | -------- | ------ | -------- | ------ | --------------- | ---------------- |
| 5e    | 26       | 11       | 7      | 8        | 29     | 59              | 44               |

### Topscorers
| #              | Naam                  | Goal |
| -------------- | --------------------- | ---- |
| 1.             | Ap Hansems            | 18   |
| 2.             | János Bédl            | 11   |
| 3.             | Klaas van der Berg    | 9    |
| 3.             | Wim van Dalsum        | 9    |
| 5.             | Jelte Giezen          | 4    |
| 6.             | Fré Mensinga          | 3    |
| 7.             | Chris Eimers          | 1    |
| 7.             | Ids Kwast             | 1    |
| 7.             | Jan Lurling           | 1    |
| 7.             | Gerard Oosterloo      | 1    |
| Eigen doelpunt |                       |      |
| –              | Henk Bosveld (Rheden) | 1    |
| Totaal         | Totaal                | 59   |

| #      | Naam         | Goal |
| ------ | ------------ | ---- |
| 1.     | Ap Hansems   | 1    |
| 1.     | Fré Mensinga | 1    |
| Totaal | Totaal       | 2    |